# Върмилиън (окръг, Индиана)
Окръг Върмилиън (на английски: Vermillion County) е окръг в щата Индиана, Съединени американски щати. Площта му е 673 km², а населението е 15 439 души (1 април 2020). Административен център е град Нюпорт.